# Initrd

Initrd (сокращение от англ. Initial RAM Disk, диск в оперативной памяти для начальной инициализации) — временная файловая система, используемая ядром Linux при начальной загрузке. Initrd обычно используется для начальной инициализации перед монтированием «настоящих» файловых систем. В Linux Kernel HOWTO (руководстве о сборке ядра) пишут, что initrd призван решить проблему курицы и яйца для модульного ядра: для монтирования файловой системы необходим модуль для работы с диском и файловой системой, а для чтения модуля необходима файловая система, с которой этот модуль читается.
В ядре Linux 2.6 появилась новая концепция загрузочного диска — initramfs — он представляет собой сжатый gzip'ом cpio-архив.
На 2024 год в зависимости от того, какие алгоритмы были статически скомпилированы в ядро, оно может распаковывать образы initrd/initramfs, сжатые с помощью gzip, bzip2, LZMA, XZ, LZO, LZ4 и zstd.